# Jack Jacobs
Jack Jacobs, detto Indian Jack (Holdenville, 7 agosto 1919 – Greensboro, 12 gennaio 1974), è stato un giocatore di football americano statunitense che ha giocato nel ruolo di quarterback nella National Football League (NFL) e nella Western Interprovincial Football Union. Al college giocò a football all'Università dell'Oklahoma.

## Carriera professionistica
Jacobs fu scelto nel corso del secondo giro (12º assoluto) del Draft NFL 1942 dai Cleveland Rams, con cui giocò sporadicamente, chiuso nel ruolo di quarterback dalla stella Bob Waterfield. Successivamente nella NFL giocò con Washington Redskins (1946) e Green Bay Packers (1947–1949). La stagioni migliori della carriera le disputò però nella Western Interprovincial Football Union, oggi nota come Canadian Football League, guidando due volte i Winnipeg Blue Bombers nella finale della Grey Cup e venendo convocato per tre volte per l'All-Star Game della CFL. Per queste prestazioni nel 1963 fu inserito nella classe inaugurale della Canadian Football Hall of Fame.

## Palmarès

### Franchigia
- Campionati NFL : 1

Cleveland Rams: 1946

### Individuale
- CFL All-Star: 3

1950, 1951, 1952
- Canadian Football Hall of Fame

## Statistiche
NFL
| Yard passate      | 3.628 |
| Touchdown         | 27    |
| Intercetti subiti | 49    |
| Passer rating     | 42,9  |